# Herbert Melzer
Herbert Melzer (* 5. März 1913; † nach 1972) war ein deutscher Fußballtrainer, der im Bereich des DDR-Fußballs tätig war. 1950 verhalf er Horch Zwickau zur DDR-Meisterschaft. 

## Trainerlaufbahn
Die ZSG Horch Zwickau benötigte auf dem Weg zum DDR-Meistertitel 1949/50 drei Trainer. Nachdem die Zusammenarbeit mit Friedrich Müller und Hans Ulbricht jeweils vorzeitig beendet worden war, übernahm Herbert Melzer sechs Spieltage vor Saisonschluss im März 1950 das Training der Oberligamannschaft. Zu diesem Zeitpunkt stand Horch Zwickau bereits an der Tabellenspitze. Unter Melzer ging die Tabellenführung zwar zwischenzeitlich an die SG Dresden-Friedrichstadt verloren, doch die Zwickauer besiegten im direkten Vergleich am letzten Spieltag die Dresdner mit 5:1 und sicherten sich so die Meisterschaft. Nach dem Saisonende wurde auch Melzers Tätigkeit in Zwickau beendet. 
Nach einem Jahr Pause tauchte Melzer wieder als Trainer einer Oberligamannschaft auf. Zu Beginn der Spielzeit 1951/52 übernahm er die Betriebssportgemeinschaft (BSG) Fortschritt Meerane. Als die BSG Fortschritt fast die gesamte Hinrunde auf einem Abstiegsplatz verharrt hatte, musste Melzer zu Beginn der Rückrunde seinen Platz als Trainer räumen. Doch auch sein Nachfolger konnte die Mannschaft nicht vor dem Abstieg bewahren. 
In den folgenden Jahren betreute Melzer zahlreiche Mannschaften in der zweitklassigen DDR-Liga:
- 1953 wurde Melzer mit der BSG Chemie Jena Bezirksmeister Gera, die damit in die DDR-Liga aufstieg. Nach einer Saison stieg Melzer mit der Mannschaft wieder in die Bezirksliga ab.
- 1954/55 trainierte Melzer den DDR-Ligisten BSG Wismut Gera. Da er den erhofften Wiederaufstieg nach dem 1953er Oberligaabstieg nicht realisieren konnte, wurde er nach Abschluss der Übergangsrunde 1955 abgelöst.
- 1956 (von 1956 bis 1960 wurde im Kalenderjahr-Rhythmus gespielt) übernahm Melzer während der letzten Spieltage die ebenfalls in der DDR-Liga vertretene BSG Chemie Wolfen. Über die Abschlussränge 8., 4. und 3. (1958) entwickelte er die Qualität der Mannschaft ständig weiter.
- Aufgrund dieser Leistung holte Wismut Gera Melzer 1959 als Trainer der DDR-Ligamannschaft zurück. Die Geraer hatten auch während Melzers Abwesenheit den Oberliga-Aufstieg nicht erreicht und gaben Melzer nun mehr Zeit. Er konnte die Wismut-Mannschaft bis zum Ende der Spielzeit 1963/64 trainieren. Nachdem er in dieser Saison mit Platz drei sein bestes Ergebnis in Gera erreicht hatte, wurde seine Trainertätigkeit beendet.
- Zur Saison 1964/65 wechselte Melzer zum Liga-Konkurrenten Motor West Karl-Marx-Stadt. Die als Filiale des Oberligisten SC Karl-Marx-Stadt anzusehende Mannschaft litt unter dem permanenten Spieleraustausch mit dem Sportclub, konnte unter Melzer die Klasse nicht halten und stieg nach dreijährigen Aufenthalt in der DDR-Liga ab.
- 1965/66 trainierte Melzer erfolgreich die DDR-Ligamannschaft der BSG Motor WEMA Plauen. Die BSG hatte in dieser Saison kräftig mit oberligaerfahrenen Spielern aufgerüstet, und Melzer führte die Mannschaft in dieser Spielzeit auf Platz drei, der besten Platzierung der Vogtländer in ihrer bisherigen 13-jährigen DDR-Liga-Zugehörigkeit.
- In den folgenden Jahren war Melzer in der drittklassigen Bezirksliga tätig. Im Bezirk Karl-Marx-Stadt trainierte er in der zweiten Hälfte der 1960er Jahre die SG Blau-Weiß Reichenbach, mit der er 1967 Vize-Bezirksmeister wurde. 1970 verhalf er der BSG Stahl Brandenburg zur Bezirksmeisterschaft und zum Aufstieg in die DDR-Liga. Dort betreute er die BSG Stahl bis zum März 1972, fünf Spieltage vor Saisonende.
- Mit Beginn der Saison 1972/73 übernahm Melzer den DDR-Liga-Aufsteiger TSG Gröditz. Obwohl der Neuling unter Melzer den Klassenerhalt schaffte, wurde dessen Trainertätigkeit nach Abschluss der Saison beendet.

Anschließend gelang es Herbert Melzer nicht mehr, in den oberen Fußballligen des DDR-Fußballs Fuß zu fassen. 